# José Caetano Cardoso
José Caetano Cardoso (Desterro, 18 de setembro de 1811 – Desterro, 6 de dezembro de 1881) foi um militar e político brasileiro.
Filho de Manuel Caetano Cardoso e de Ana Maria de Jesus.
Foi capitão da 3ª Companhia do 1º Batalhão da Guarda Nacional.
Foi deputado à Assembleia Legislativa Provincial de Santa Catarina na 17ª legislatura (1868 — 1869) e na 23ª legislatura (1880 — 1881).